# Kamil Staniec
Kamil Staniec – polski profesor w dziedzinie nauk inżynieryjno-technicznych, prof. dr hab. inż..

## Życiorys
1 sierpnia 2022 roku uzyskał tytuł profesora w dziedzinie nauk inżynieryjno-technicznych. Pracuje jako profesor Politechniki Wrocławskiej na wydziale Informatyki i Telekomunikacji w Katedrze Telekomunikacji i Teleinformatyki. Pracował także jako adiunkt: Politechniki Wrocławskiej na  wydziale Elektroniki; Instytutu Telekomunikacji, Teleinformatyki i Akustyki.

## Zainteresowania naukowe
Kamil Staniec zajmuje się bezprzewodowymi sieciami sensorowymi (WSN), pracuje nad Internetem rzeczy, modelowaniem propagacji fal radiowych w sieciach WLAN.